# Джасмухін
Джасмухін (народ. 1957, Австралія, справжнє ім'я Еллен Грев англ. Ellen Greve) — відома австралійська прибічниця «пранічного харчування» або «праноїдіння». Люди, які практикують пранічне харчування, стверджують, що можуть невизначено довго обходиться без фізичної їжі та води. Джасмухін бере участь у конференціях руху «Нью-ейдж», утримує кілька громад відлюдників-спірітів в Таїланді, а також публікує книги і аудіозаписи.

## Біографія
Еллен Грев народилась в 1957 році в Новому Південному Уельсі в сім'ї мігрантів із Норвегії. Вийшла заміж і народила двох дітей. Працювала в області фінансового і бізнес-менеджменту. З 1992 року суміщає економічну діяльність з проведенням семінарів і майстер-класів, посвячених пранічному харчуванню. Змінила ім'я на Джасмухін («аромат вічності»).

### Праноїдіння
Коли австралійська телевізійна програма «60 хвилин» запропонувала Джасмухін продемонструвати свою здатність жити без їжі й води, д-р Берес Венк (Beres Wenck) констатував, що через 48 годин експерименту в Джасмухін спостерігалося сильне зневоднення організму, стрес та артеріальна гіпертензія. Джасмухін заявила, що це було наслідком «забрудненого повітря».

## Публікації
- The Prana Program — Eliminating Global Health & Hunger Challenges
- Harmonious Healing and the Immortal's Way
- The Law of Love & Its Fabulous Frequency Of Freedom
- The Food of Gods
- In Resonance
- Pranic Nourishment — Living on Light
- Ambassadors of Light — World Health & World Hunger Project
- Divine Radiance: On the Road With the Masters Of Magic
- Four Body Fitness: Biofields & Bliss
- Co-creating Paradise
- The Madonna Frequency Planetary Peace Program